# Harry Keller
Harry Keller (Los Angeles, 22 de Fevereiro de 1913 – Los Angeles, 19 de Janeiro de 1987) foi um produtor e diretor de cinema estadunidense.

## Carreira
Keller chegou a Hollywood em 1934 e dois anos depois tornou-se montador na Republic Pictures. Passou a dirigir em 1949 e, a partir de 1951, fez uma série de faroestes B com os mocinhos Allan "Rocky" Lane e Rex Allen, já no ocaso do gênero. Em 1956 foi para a Universal Pictures, onde se destacou pelos dramas Alucinado Pela Vingança (Man Afraid, 1957) e Párias do Vício (Voice in the Mirror, 1958), além dos westerns A Última Etapa (Quantez, 1957) e Na Fúria de uma Sentença (Day of the Badman, 1958), ambos com Fred MacMurray. Keller foi também o responsável pela refilmagem de várias cenas do clássico A Marca da Maldade (Touch of Evil, 1958, Orson Welles).
Na década de 1960 tornou-se produtor de vários sucessos, como Não Me Mandem Flores (Send Me No Flowers, 1964, Norman Jewison), Miragem (Mirage, 1965, Edward Dmytryk), Dois Contra o Oeste (Texas Across the River, 1966, Michael Gordon) e Dois Trapaceiros da Pesada (Skin Game, 1971, Paul Bogart).
Keller também trabalhou como montador e diretor na televisão durante praticamente toda sua carreira, encerrada no final dos anos 1970.

## Filmografia
Todos os título em português referem-se a exibições no Brasil. A presente filmografia abrange apenas sua obra como diretor.
- 1949 Parceira no Jogo (The Blonde Bandit)
- 1950 Línguas Ferinas (Tarnished)
- 1951 Covil de Ladrões (Fort Dodge Stampede)
- 1951 Abutres Noturnos (Desert of Lost Men)
- 1952 Homens do Mal (Leadville Gunslinger)
- 1952 Povoado Assombrado (Thundering Caravans)
- 1952 Golpe de Audácia (Black Hills Ambush)
- 1952 Rosa de Cimarrão (Rose of Cimarron)
- 1953 Caçada Sinistra (Marshal of Cedar Rock)
- 1953 Terra de Malfeitores (Savage Frontier)
- 1953 Aventuras no Oeste (Bandits of the West)
- 1953 Na Pista dos Criminosos (El Paso Stampede)
- 1953 Ligeiro no Gatilho (Red River Shore)
- 1954 O Fantasma dos Prados (The Phantom Stallion)
- 1956 Na Voragem de uma Paixão (The Unguarded Moment)
- 1957 A Última Etapa (Quantez)
- 1957 Alucinado pela Vingança (Man Afraid)
- 1958 Naufrágio de uma Ilusão (The Female Animal)
- 1958 Párias do Vício (Voice in the Mirror)
- 1958 Na Fúria de uma Sentença (The Day of the Badman)
- 1958 As Duas Faces do Crime (Step Down to Terror)
- 1960 Matar Por Dever (Seven Ways from Sundown)
- 1961 Com Amor no Coração (Tammy Tell Me True)
- 1962 Gatilhos em Duelo (Six Black Horses)
- 1963 Artimanhas de Amor (Tammy and the Doctor)
- 1964 Um Gênio Entrou Lá em Casa (The Brass Bottle)
- 1968 Em Território Inimigo (In Enemy Country)